# جامع بوهالة
 جامع بوهالة  هو معلم أثري تونسي مصنف من قبل المعهد الوطني للتراث يقع في ولاية قابس في الجنوب الشرقي التونسي، في مدينة معتمدية دخيلة توجان صُنّف المعلم في يوم 26 كانون الثاني 2024 .

## مقالات ذات صلة
- قائمة المعالم الأثرية المصنفة في تونس